# Per-Anders Edin
Per-Anders Edin, född 1957, är en svensk nationalekonom, läroboksförfattare och ledamot av arbetsdomstolen. 
Edin blev filosofie doktor vid nationalekonomiska institutionen vid Uppsala Universitet år 1989. Han blev professor i industriella relationer vid samma institution år 1995 och sedan 2011 innehar han rollen som prefekt. Han är partsneutral ersättare i arbetsdomstolen sedan 2005. 
Edins forskning ligger framförallt inom fältet arbetsmarknadsekonomi, ett område inom vilket han även har författat läroboken ”Arbetsmarknaden” tillsammans med Anders Björklund, Bertil Holmlund,  Peter Fredriksson och Eskil Wadensjö. Hans mest citerade arbete berör invandring och integration.
Edin har varit verksam inom de internationella forskningsnätverken NBER och CEPR, vid forskningsinstitutet IFAU i Uppsala samt inom forskningsråden FAS och Vetenskapsrådet. Han är även medlem i Studieförbundet Näringsliv och Samhälles (SNS) förtroenderåd.